# Андрушівська міська територіальна громада
Андрушівська міська територіальна громада — територіальна громада в Україні, в новоствореному Бердичівському районі Житомирської області, з адміністративним центром в місті Андрушівка.
Площа громади — 615,8 км², населення — 20 232 особи, з них: міське — 8 517 осіб, сільське — 11 715 осіб (2020 р.).

## Населені пункти
До складу громади увійшли м. Андрушівка та села Антопіль, Бровки Другі, Бровки Перші, Волосів, Гальчин, Гарапівка, Городище, Городківка, Града, Жерделі, Зарубинці, Камені, Лебединці, Лісівка, Любимівка, Мала П'ятигірка, Міньківці, Мостове, Нехворощ, Нова Котельня, Павелки, Тарасівка, Ярешки, Яроповичі.

## Старостинські округи
Антопільський, Бровківський, Гальчинський, Городківський, Зарубинецький, Мостівський, Нехворощанський, Павелківський, Яроповицький.

## Історія
Утворена відповідно до розпорядження Кабінету Міністрів України № 711-р від 12 червня 2020 року «Про визначення адміністративних центрів та затвердження територій територіальних громад Житомирської області», шляхом об'єднання Андрушівської міської та Антопільської, Бровківської, Волосівської, Гальчинської, Городківської, Зарубинецької, Каменівської, Лебединецької, Любимівської, Малоп'ятигірської, Міньковецької, Мостівської, Нехворощанської, Новокотельнянської, Павелківської, Яроповицької сільських рад ліквідованого Андрушівського району Житомирської області.